# Perigomphus
Genre
Perigomphus est un genre de libellules de la famille des Gomphidae (sous-ordre des Anisoptères, ordre des Odonates).

## Liste d'espèces
Selon BioLib (7 janvier 2021) :
- Perigomphus angularis Tennessen, 2011
- Perigomphus pallidistylus (Belle, 1972)